# Championnat de France de rugby à XV de 2e division 1950-1951
Navigation
Championnat de France de 2e division 1949-1950 Championnat de France de 2e division 1951-1952
Le championnat de France de rugby à XV de 2e division 1950-1951 est l'antichambre de la première division. La compétition se déroule du mois de novembre 1950 au mois de mai 1951. 

Le club qui gagne en finale est déclaré vainqueur de la compétition et accède à la première division ainsi que les équipes qualifiées pour les huitièmes de finale.
Le FC Grenoble est champion de France de 2e division pour la saison 1950-1951 et accède à la première division pour la saison 1951-1952. 
Les clubs qualifiés pour les huitièmes de finale accèdent également à la première division pour l'année 1951-1952 soit 16 promus : Aurillac - Boucau Stade - Céret - Entente Côte-Vermeille - Grenoble - La Voulte sportif - RC Chalon - Saint-Jean-de-Luz OR - SC Graulhet - SC Tulle - Stade bagnérais - Stade Dijonnais - Stade Nantais - Stade niortais - Tours - US Metro.

## Phase finale

### Huitièmes de finale
Les clubs participants aux huitièmes de finale joueront en 1re division la saison prochaine
| Dimanche 1 avril 1951 | FC Grenoble | 33 - 5 | RC Dijon | Stade Émile-Vanier, Mâcon |
|                       | 1 Martin - 2 Jol - 3 Coquand 4 Rein - 5 Jolivet 6 Lanfranchi - 8 Moureu - 7 Siberchicot 9 Echevet - 10 Baqué 11 Picard et Pliassof - 12 Claret - 13 Darrieu - 14 Cardési 15 Gaussens |        |          |                           |

### Quarts de finale
| Dimanche 22 avril 1951 | FC Grenoble | 8 - 3 | SC Tulle | Stade Louis-Darragon, Vichy |
|                        | 2 essais de Claret et Cardési 1 pénalité de Baqué ---- 1 Martin - 2 Jol - 3 Jolivet 4 Rein - 5 Lanfranchi 6 Siberchicot - 8 Moureu - 7 Jarczyk 9 Echevet - 10 Baqué 11 Pliassof - 12 Claret - 13 Darrieu - 14 Cardési 15 Gaussens |       |          |                             |

### Demi-finales
| Dimanche 29 avril 1951 | FC Grenoble | 9 - 3 | Entente Côte-Vermeille | Stade Pierre-Baizet, Avignon |  |
|                        | 2 essais de Claret et Cardési 1 pénalité de Baqué ---- 1 Martin - 2 Jol - 3 Jolivet 4 Rein - 5 Lanfranchi 6 Siberchicot - 8 Moureu - 7 Jarczyk 9 Echevet - 10 Baqué 11 Pliassof - 12 Claret - 13 Darrieu - 14 Cardési 15 Gaussens |       | ---- 1 Juanole - 2 Allard - 3 Marty 4 Montarges - 5 Nogues 6 Vidal - 8 Capsie - 7 Alonges 9 Alteze - 10 Izard 11 Sournia - 12 Blanc - 13 Pannebières - 14 Galat 15 Bourges |                              |  |

| Dimanche 29 avril 1951 | La Voulte sportif | 30 - 6 | Stade nantais |  |  |
|                        |                   |        |               |  |  |

### Finale

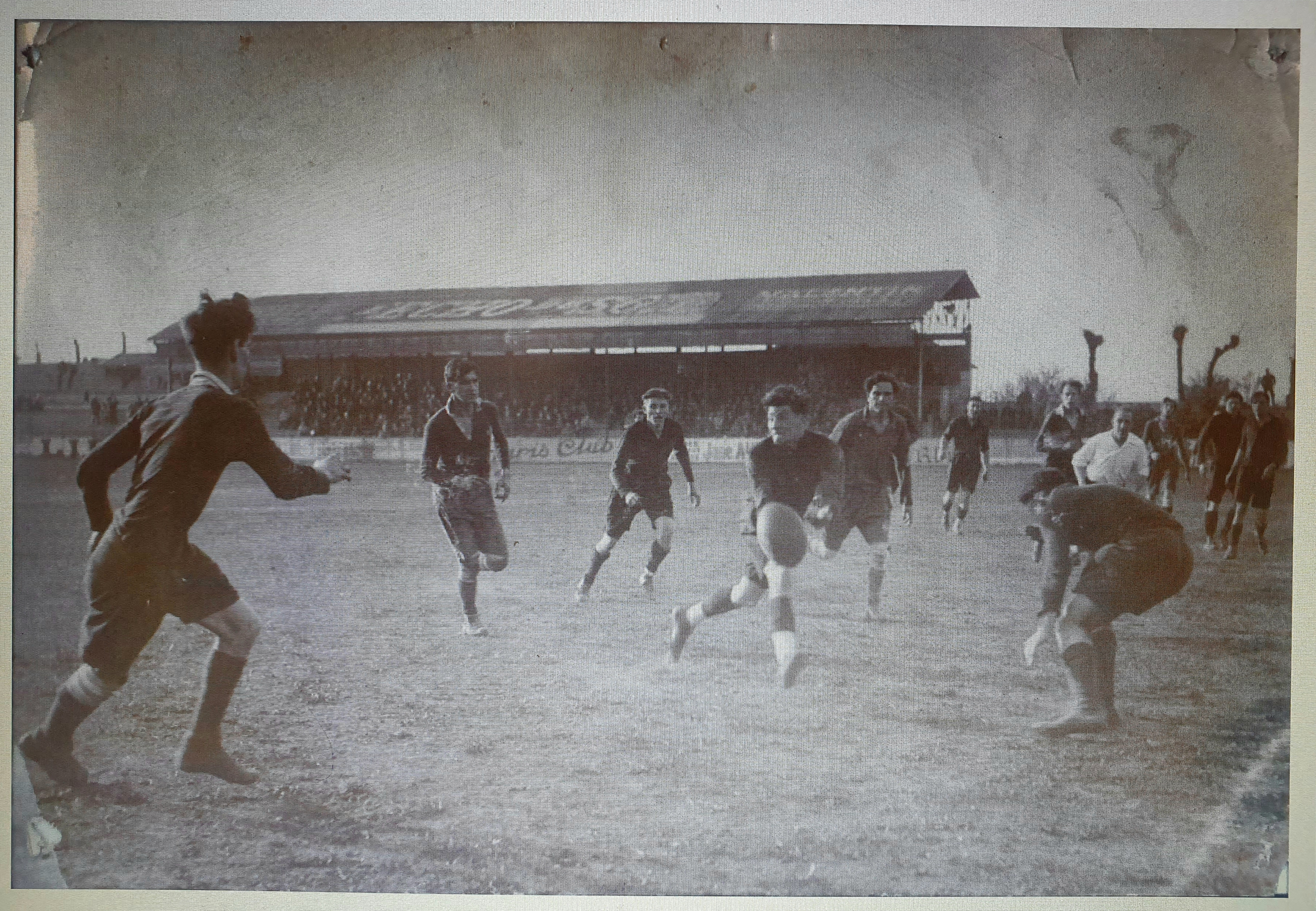
Le Stade des Iris à Villeurbanne.

| Dimanche 6 mai 1951 | FC Grenoble | 9 - 0 | La Voulte sportif | Stade des Iris, Villeurbanne |  |
|                     | 2 essais de Siberchicot et Lanfranchi 1 drop de Baqué ---- 1 Martin - 2 Jol - 3 Jolivet 4 Rein - 5 Lanfranchi 6 Jarczyk - 8 Moureu - 7 Siberchicot 9 Echevet - 10 Baqué 11 Pliassof - 12 Claret - 13 Darrieu - 14 Cardési 15 Gaussens |       | ---- 1 Loubet - 2 Nova - 3 Fargier 4 Bourrette - 5 Maffre 6 Serre - 8 De Vecchy - 7 Ferrien 9 Imbertèche - 10 Boreil 11 Gognon - 12 A. Chevalier - 13 Bertrand - 14 Gascou 15 Casanova |                              |  |